# Paraleyrodes naranjae
Paraleyrodes naranjae är en insektsart som beskrevs av Dozier 1927. Paraleyrodes naranjae ingår i släktet Paraleyrodes och familjen mjöllöss. Inga underarter finns listade i Catalogue of Life.